# جيمس إليشا براون
جيمس إليشا براون هو محامي وسياسي كندي، ولد في 12 مايو 1913 في كندا، وتوفي في 26 يناير 1974 ببرانتفورد في كندا. حزبياً، نشط في الحزب الليبرالي الكندي. وقد انتخب عضو مجلس العموم الكندي.